# István Szabó (regista)
István Szabó (IPA: [ˈiʃtvaːn ˈsɒboː]) (Budapest, 18 febbraio 1938) è un regista e sceneggiatore ungherese.
Il suo film Mephisto (1981) vinse il premio Oscar al miglior film straniero. Szabó è stato inoltre candidato diverse volte ai premi delle principali manifestazioni cinematografiche europee come il Festival di Cannes, il Festival internazionale del cinema di Berlino e la Mostra internazionale d'arte cinematografica di Venezia.

## Biografia
Di origine ebraica (la famiglia si convertì al cattolicesimo quando lui era ancora bambino), Szabó debuttò con i cortometraggi A Hetedik napon (1959) e Plakátragasztó (1960), ma il suo primo film di una certa rilevanza fu L'età delle illusioni (1964), cui fecero seguito altri lungometraggi che ebbero una limitata diffusione al di fuori del suo paese di origine, fra cui il pregevole La fiducia (1979). Szabó si impose a livello internazionale solo agli inizi degli anni ottanta, con Mephisto (1981). Buona accoglienza da parte della critica e del grande pubblico hanno avuto anche Il colonnello Redl (1985), La notte dei maghi (1988) e Sunshine (1999).

## Filmografia parziale

### Cortometraggi
- A Hetedik napon (1959)
- Plakátragasztó (1960)
- Variaciok egy témara (1961)
- Koncert (1963)
- Te (1963)
- Kresz-mese gyerekeknek (1965)
- Kegyelet (1967)

### Lungometraggi
- L'età delle illusioni (Almodozasok kora) (1964)
- Il padre (Apa) (1966)
- Film d'amore (Szerelmesfilm) (1971)
- Via dei pompieri N. 25 (Tuzolto utca 25) (1973)
- Racconti di Budapest (Budapesti mesék) (1977)
- La fiducia (Bizalom) (1980)
- Mephisto (1981)
- Il colonnello Redl (Redl ezredes) (1985)
- La notte dei maghi (Hanussen) (1988)
- Tentazione di Venere (Meeting Venus) (1991)
- Dolce Emma, cara Bobe (Édes Emma, drága Böbe - vázlatok, aktok) (1992)
- Sunshine (A napfény íze) (1999)
- A torto o a ragione (Taking Sides) (2001)
- La diva Julia - Being Julia (Being Julia) (2004)
- Rokonok (2006)
- The Door (2012)
- Zárójelentés (2020)

## Riconoscimenti
- Golden Globe
  - 2001 – Candidatura per il miglior regista per Sunshine

- Festival di Cannes
  - 1963 – Menzione speciale (cortometraggi) per Te
  - 1977 – Candidatura alla Palma d'oro per Racconti di Budapest
  - 1981 – Prix du scénario per Mephisto

Premio FIPRESCI per Mephisto
Candidatura alla Palma d'oro per Mephisto
- 1985 – Premio della giuria per Il colonnello Redl

Candidatura alla Palma d'oro per Il colonnello Redl
- 1988 – Candidatura alla Palma d'oro per La notte dei maghi

- Mostra internazionale d'arte cinematografica di Venezia
  - 1991 – Candidatura al Leone d'oro per Tentazione di Venere

- Festival internazionale del cinema di Berlino
  - 1980 – Orso d'argento per il miglior regista per La fiducia

Premio INTERFILM, raccomandazione speciale per La fiducia
Candidatura all'Orso d'oro per La fiducia
- 1992 – Orso d'argento, gran premio della giuria per Dolce Emma, cara Bobe

Premio della giuria ecumenica, menzione speciale per Dolce Emma, cara Bobe
Candidatura all'Orso d'oro per Dolce Emma, cara Bobe
- Locarno Festival
  - 1965 – Silver Sail per la migliore opera prima per L'età delle illusioni
  - 1967 – Premio speciale della giuria per Il padre
  - 1974 – Pardo d'oro per Via dei pompieri N. 25

Premio della giuria ecumenica per Via dei pompieri N. 25
- British Academy Film Awards
  - 1986 – Miglior film non in lingua inglese per Il colonnello Redl (condiviso con Manfred Durniok)

- European Film Awards
  - 1992 – Miglior sceneggiatura per Dolce Emma, cara Bobe
  - 1999 – Miglior sceneggiatura per Sunshine (condiviso con Israel Horovitz)

Candidatura per il miglior film per Sunshine
- 2005 – Candidatura per il miglior regista per La diva Julia - Being Julia

- David di Donatello
  - 1982 – Miglior film straniero per Mephisto

Candidatura per il miglior regista straniero per Mephisto
- 1985 – David Luchino Visconti

- Festival cinematografico internazionale di Mosca
  - 1967 – Grand Prix per Il padre
  - 2005 – Premio Speciale per l'eccezionale contributo al mondo del cinema
  - 2006 – Candidatura al Giorgio d'Oro per Rokonok
  - 2012 – Candidatura al Giorgio d'Oro per The Door

- Chicago International Film Festival
  - 1974 – Candidatura al Gold Hugo per il miglior lungometraggio per Via dei pompieri N. 25

- Nastro d'argento
  - 1982 – Regista del miglior film straniero per Mephisto
  - 1992 – Nastro d'argento europeo per Tentazione di Venere

- Copenhagen International Film Festival
  - 2004 – Premio alla carriera

- Festival internazionale del cinema di Mar del Plata
  - 2002 – Astor d'argento al miglior regista per A torto o a ragione

Premio SIGNIS per A torto o a ragione
Candidatura all'Astor d'oro al miglior film per A torto o a ragione
- Flanders International Film Festival Ghent
  - 2006 – Candidatura al Grand Prix per Rokonok
  - 2013 – Premio onorario Joseph Plateau

- Hungarian Film Critics Awards
  - 2001 – Premio speciale per Sunshine
  - 2003 – Premio speciale per A torto o a ragione

- FEST
  - 2018 – Belgrade Victor per l'eccezionale contributo al mondo del cinema

- Film by the Sea
  - 2005 – Premio alla carriera

- Flaiano Film Festival
  - 2002 – Miglior regista per A torto o a ragione
  - 2014 – Premio alla carriera

- Prize of the Guild of German Art House Cinemas
  - 1983 – Miglior film straniero per Mephisto

- Efebo d'oro
  - 1982 – Miglior film per Mephisto

- International Istanbul Film Festival
  - 1998 – Premio alla carriera

- Jameson CineFest – Miskolc International Film Festival
  - 2013 – Premio alla carriera

- Busan International Film Festival
  - 2006 – Handprinting

- SESC Film Festival
  - 1984 – Premio della critica per il miglior film straniero per Mephisto

- Tallinn Black Nights Film Festival
  - 2013 – Premio alla carriera

- Undine Awards
  - 2008 – Premio alla carriera

- Festival du film d'aventures de Valenciennes
  - 2002 – Premio della giuria per A torto o a ragione

- Writers Guild of Canada
  - 2000 – Premio WGC per Sunshine (condiviso con Israel Horovitz)

- Bangkok International Film Festival
  - 2005 – Candidatura per il miglior film per La diva Julia – Being Julia

- Independent Spirit Awards
  - 1990 – Candidatura per il miglior film straniero per La notte dei maghi

- Genie Award
  - 2000 – Candidatura per il miglior regista per Sunshine

- Premio Goya
  - 2005 – Candidatura per il miglior film europeo per La diva Julia – Being Julia